# 繩之以法
《繩之以法》（英語：Crimewatch）為新傳媒集團（開播時為新加坡廣播局）與新加坡警察部隊、全國罪案防範理事會聯合製作的法制相關節目，於新傳媒轄下除亞洲新聞台和U频道外電視頻道播出，1986年11月30日首播至今共有39季。

## 歷史
《繩之以法》於1986年11月30日首播，最初乃仿傚德國電視二台法制節目《Aktenzeichen XY … ungelöst》，以清談節目形式呼籲公眾為一些嚴重罪案提供調查線索（例如第一集提及的19歲少年被殺案，在播出後旋即有人提供線索，兩星期內破案），並同時講解避免受害或受騙的技巧。
在節目中英文名字方面，則分別取自香港電台電視部在1985年開播的《繩之於法》，以及英國廣播公司第一台節目《Crimewatch UK》；但《繩之以法》與上述兩個節目形式有較大出入（尤其是不設直播）。
最初《繩之以法》僅以英語播出，及後分別在1986年12月初、2000年及2001年加入華語、馬來語及泰米爾語廣播。
節目曾於2011年加入旁白描述，但於翌年（除2013年第九集外）被取消，並由上鏡警方人員一併負責。
目前，此節目仍有播出，而且部分舊集數（1993年起華語版，以及2013年起泰米爾語及馬來語版）亦可於MeWATCH重溫。
案件模擬演出上，所有出場的警員均是真正的警員。

## 主持
此節目由啟播至今，均由一名固定主持搭配一位固定的警方代表（一般為助理警監）負責報導。此外，在2011-12年間，亦曾設有旁述。

## 歷季節目編排及內容
《繩之以法》由首播至1993年，均為每季播出六集 ；及後，改為每季十集，並沿用至今。
此外，由2009年起，此節目的不同語言版本分開在不同時段播放，當中英語版本均為首播。
而節目內容方面，可參考《繩之以法》每集內容列表。